# Helix (serie de televisión)
Helix es una serie de televisión estadounidense transmitida por Syfy. Se estrenó el 10 de enero de 2014 en Syfy en los Estados Unidos.
La primera temporada consistió en 13 episodios. El 28 de marzo de 2014 se anunció que el programa se había renovado para una segunda temporada de 13 episodios, programada para su estreno en enero de 2015. En España la primera temporada de la serie se estrenó el 9 de enero de 2015 en el servicio de vídeo bajo demanda de Movistar Series, para luego lanzar el 17 de enero, 24 horas después de su estreno en Estados Unidos, la segunda temporada.
El 29 de abril de 2015, el canal Syfy anuncio la cancelación de la serie después de la segunda temporada.

## Argumento
Un grupo de científicos del CDC (Centros para el Control y la Prevención de Enfermedades) investigan un brote viral en una estación de investigación biológica del Ártico, solo para descubrir que tiene consecuencias desastrosas y más amplias para el mundo entero.

## Elenco

### Elenco principal
- Billy Campbell como Dr. Alan Farragut
- Hiroyuki Sanada como Dr. Hiroshi Hatake
- Jordan Hayes como Dr. Sarah Jordan
- Kyra Zagorsky como Dr. Julia Walker
- Mark Ghanime como mayor Sergio Balleseros.

### Elenco recurrente
- Neil Napier como Dr. Peter Farragut
- Meegwun Fairbrother como Daniel Aerov (o Miksa) y como Tulok (gemelos).
- Luciana Carro como Ananá.
- Chimwemwe Miller como Dr. Joel Haven
- Catherine Lemieux como Dr. Doreen Boyle
- Patrick Baby como Dr. Philippe Duchamp
- Robert Naylor como The Scythe (hijo de Constance Sutton).
- Christian Jadah como teniente Klein.
- Julian Casey como Dr. Victor Adrian
- Amber Goldfarb como Jaye/Jane Walker.
- Alain Goulem como Dr. Bryce
- Jeri Ryan como Constance Sutton.
- Alexandra Ordolis como Blake.
- Helen Koya como Thea/Willa
- Miranda Handford como Dr. Rae Van Eigem
- Leni Parker como Dr. Tracey
- Vitali Makarov como Dr. Dmitri Marin

## Episodios
| Temporada | Temporada | Episodios | Episodios | Emisión original    | Emisión original    |
| Temporada | Temporada | Episodios | Episodios | Primera emisión     | Última emisión      |
| --------- | --------- | --------- | --------- | ------------------- | ------------------- |
|           | 1         | 13        | 13        | 10 de enero de 2014 | 28 de marzo de 2014 |
|           | 2         | 13        | 13        | 16 de enero de 2015 | 10 de abril de 2015 |